# Циолковский (город)
Циолко́вский (до 2015 года — Углего́рск) — город в Амурской области России, образует закрытое административно-территориальное образование (ранее — ЗАТО пгт Углегорск) и административно-территориальную единицу и муниципальное образование со статусом городского округа ЗАТО Циолковский.

## Этимология
Населённый пункт основан в 1961 году как посёлок Углегорск. Но уголь здесь никогда не добывали. Название населённый пункт получил, чтобы потенциальный противник не догадался, что в этом месте стоит ракетная дивизия. Строительство ракетных шахт замаскировали под угольные разработки.
С 1969 по 1994 год посёлок имел название Свободный-18.
В 1994 году посёлку было присвоено название «закрытое административно-территориальное образование посёлок Углегорск». В 2001 году ЗАТО «посёлок Углегорск» переименовано в ЗАТО «Углегорск».
14 марта 2014 года в посёлке состоялись публичные слушания по переименованию Углегорска в Циолковский, проведённые по инициативе В. В. Путина. А 5 июня 2014 года были подведены итоги опроса жителей о переименовании. Почти 85 % проголосовали за переименование.
В сентябре 2015 года депутаты Заксобрания Амурской области приняли закон об изменении статуса посёлка Углегорск и преобразовании его в город без изменения установленных административных границ. В начале октября 2015 года депутаты Заксобрания одобрили предложение о присвоении ему названия Циолковский и обратились с этой просьбой в правительство России.
В декабре 2015 года городу присвоено имя К. Э. Циолковского.

## Официальная символика

### Флаг
Официальный флаг ЗАТО Циолковский был утвержден решением Думы ЗАТО Циолковский от 27.12.2022 года № 48

### Герб
Официальный герб ЗАТО Циолковский был утвержден решением Думы ЗАТО Циолковский от 31.10.2019 № 27

## География
Город расположен на реке Большая Пёра, притоке реки Зеи, в 180 км севернее Благовещенска, в 110 км от границы с Китаем. В 44 км южнее расположен город Свободный, в 75 км северо-западнее — город Шимановск.
Железнодорожная станция Ледяная на Транссибе расположена в 5 км от города. Федеральная автомобильная дорога «Амур» проходит поблизости от города.

## История
Посёлок Углегорск Амурской области основан в 1961 году. Статус рабочего посёлка закрытого типа был присвоен Указом Президиума Верховного Совета РСФСР от 19 октября 1965 года.
В 1969 году рабочий посёлок закрытого типа Углегорск был переименован в посёлок Свободный-18 Амурской области. В соответствии с Указом Президиума Верховного Совета РСФСР от 17 августа 1982 года все рабочие посёлки были отнесены к посёлкам городского типа. На основании Постановления Верховного Совета России от 14 июля 1992 года все закрытые посёлки приобрели статус закрытых административно-территориальных образований (ЗАТО).
На основании распоряжения Правительства России от 4 января 1994 года № 3-д присвоено официальное географическое название «закрытое административно-территориальное образование посёлок Углегорск».
В соответствии с Постановлением Правительства России от 5 июля 2001 года № 508 «Об утверждении перечня закрытых административно-территориальных образований и расположенных на их территориях населённых пунктов» ЗАТО посёлок Углегорск переименовано в ЗАТО Углегорск. В результате административной реформы был образован городской округ Углегорск.
Градообразующим объектом посёлка до 2007 года являлся космодром Свободный, ранее, до расформирования — 27-я Краснознамённая ракетная дивизия РВСН. До 2018 года на территории современного посёлка предполагалось построить город Циолковский на 25 000 жителей, в котором будет проживать обслуживающий персонал строящегося космодрома Восточный.
19 июля 2010 года Российский премьер-министр Владимир Путин заявил, что «правительством было принято решение о выделении для начала полномасштабного строительства космодрома „Восточный“ 24,7 млрд рублей (около 809 млн долларов) на ближайшие 3 года».
30 ноября 2015 стало известно, что одну из улиц города назовут «3-й улицей Строителей» в знак благодарности Эльдару Рязанову.
29 декабря 2015 года сотрудники космодрома Восточный получили первые ордера на жильё.
1 января 2017 года территория ЗАТО была расширена за счёт части земель прилегающих Мазановского, Свободненского и Шимановского районов Амурской области, после чего площадь территории ЗАТО увеличилась с 63,35 км² до 1181,65 км².
К марту 2017 года в городе построено административное здание для работников космодрома Восточный, а также уникальная поликлиника медико-санитарной части космодрома Восточный.

## Население
| 1995  | 2000  | 2001  | 2002  | 2003  | 2004  | 2009  | 2010  | 2011  |
| ----- | ----- | ----- | ----- | ----- | ----- | ----- | ----- | ----- |
| 5686  | ↘5475 | ↘5400 | ↘5050 | ↘5000 | ↗5100 | ↗5323 | ↗5892 | ↗5929 |
| 2012  | 2013  | 2014  | 2015  | 2016  | 2017  | 2018  | 2019  | 2020  |
| ↗5970 | ↘5920 | ↗6102 | ↗6208 | ↗6328 | ↗6526 | ↗6535 | ↗6785 | ↗7188 |
| 2021  | 2023  |       |       |       |       |       |       |       |
| ↗7194 | ↗7429 |       |       |       |       |       |       |       |

На 1 января 2025 года по численности населения город находился на 981-м месте из 1124 городов Российской Федерации.

## Инфраструктура
На территории населённого пункта расположено 33 многоквартирных жилых дома, котельная. Также в нём расположены средняя школа, детская школа искусств, спортивный комплекс, два детских сада, больница, дом детского творчества. Построен православный храм. Помимо этого, имеется супермаркет, несколько гостиниц, кафе, множество магазинов.

## Общественный транспорт
Автобусное сообщение
В городе действует всего один автобусный маршрут, соединяющий микрорайон Звёздный с центральной частью города.
Пригородные и междугородние маршруты (отправляются от остановки «Станция Углегорск»):
- № 145 Углегорск — Свободный
- № 542 Углегорск — Благовещенск
- № 620 Углегорск — Благовещенск

Железнодорожное сообщение
Железнодорожная станция Углегорск.

## Предприятия, учреждения
На территории ЗАТО функционируют:
- Космодром «Восточный» (градообразующий объект);
- Органы местного самоуправления:
  - Глава муниципального образования ЗАТО Циолковский;
  - Дума ЗАТО Циолковский;
  - Администрация;
  - Контрольно-счётная палата.
- Одиннадцать муниципальных учреждений и предприятий, среди которых:
  - МУП «Водоканал»;
  - Отдел внутренних дел;
  - Управление ГЗ и ПБ;
  - Представитель ГО и ЧС по Амурской области.
- Государственная пожарная инспекция

## Достопримечательности
- Памятник строителям Восточного. Открыт в августе 2016 года. Монумент высотой около 6 метров выполнен в виде бронзовых фигур казака-первопроходца, космонавта и двух строителей космодрома, вписаных в кольцо строительных конструкций космических аппаратов. Памятник расположен возле железнодорожного вокзала города[42].

## Климат
Климат континентальный с муссонными чертами, основное количество осадков выпадает летом. В переходный период (апрель — май) эпизодически отмечаются сильные ветры, до 20 м/с. В зимнее время ветер слабый. Среднегодовой фон атмосферного давления выше нормы, влажность воздуха 50—60 %, в течение года наблюдается не менее 310 солнечных дней.
Среднемноголетние температуры: января — −25,6 °С, июля — +20,6 °С. Абсолютные экстремумы температур: минимум — −49,0 °С, максимум — +39,1 °С. Среднемноголетние даты: первых заморозков — начало сентября, первого мороза — 3 октября, последнего мороза — 5 апреля, последних заморозков — конец мая.
Климатическая таблица по данным ближайшей метеостанции Шимановск (35 км северо-западнее Циолковского):
| Показатель | Янв.  | Фев.  | Март  | Апр.  | Май  | Июнь | Июль | Авг. | Сен. | Окт. | Нояб. | Дек.  | Год  |
| --- | ----- | ----- | ----- | ----- | ---- | ---- | ---- | ---- | ---- | ---- | ----- | ----- | ---- |
| Абсолютный максимум, °C | −1    | 2,7   | 17,0  | 26,7  | 34,0 | 39,1 | 37,4 | 35,0 | 32,6 | 27,4 | 11,0  | 0,0   | 39,1 |
| Средний суточный максимум, °C | −18,5 | −12,8 | −3,8  | 7,8   | 17,0 | 23,9 | 25,9 | 23,3 | 16,6 | 6,1  | −8,6  | −17,8 | 5,0  |
| Средняя температура, °C | −25,6 | −20,6 | −10,5 | 2,0   | 10,4 | 17,5 | 20,1 | 17,4 | 10,0 | −0,3 | −14,7 | −24,1 | −1,5 |
| Средний суточный минимум, °C | −32,5 | −28,9 | −19,4 | −5,4  | 2,2  | 9,2  | 13,2 | 10,6 | 2,8  | −7,2 | −21,4 | −30,4 | −8,9 |
| Абсолютный минимум, °C | −49   | −46,1 | −37,2 | −23,9 | −8,5 | −2   | 1,2  | −0,5 | −10  | −24  | −37,7 | −48,9 | −49  |
| Норма осадков, мм | 6     | 8     | 10    | 29    | 38   | 79   | 126  | 84   | 63   | 25   | 17    | 11    | 496  |
| Источник: Шимановск, Российская федерация. Архив климатических данных. Дата обращения: 29 ноября 2012. Архивировано 15 мая 2012 года. |       |       |       |       |      |      |      |      |      |      |       |       |      |